# Esercito ateniese
L'esercito greco era la forza militare di tutte le città greche.
Tutti i cittadini, in buona forma fisica tra i 18 e i 60 anni, dovevano essere reperibili per il servizio militare.
Per mantenere i soldati efficienti era necessaria costante attività fisica.
Se un giovane era orgoglioso del proprio corpo sodo, se lanciava giavellotti nella palestra (scuola di lotta nell'antica Grecia) e imparava a correre con l'intera armatura addosso, se seguiva le lunghe marce sotto il sole cocente e dormiva in campo aperto, o se si stendeva su un letto di giunco per vedere uscire la luna, allora sarebbe stato una parte dell'esercito pronto per il "grande giorno" in cui Atena avrebbe affrontato un nuovo o vecchio nemico nel campo di battaglia. La maggior parte della conversazione tra questi uomini sicuramente non riguardava gli ideali platonici, o l'ultimo discorso politico di Demostene, ma avrebbero parlato di lance, scudi, luoghi di accampamento, razioni, imboscate o problemi di guerra navale.
Si diceva che gli Ateniesi fossero così innamorati dei piaceri della vita agiata che preferivano pagare le truppe mercenarie piuttosto che combattere nelle spedizioni lontane, infatti c'erano molti uomini dell'Arcadia, della Tracia e di altri paesi che venivano assegnati alle guarnigioni lontane come pagamento alla dea Atena.
Malgrado ciò l'antica tradizione militare si manteneva come anche l'organizzazione dei cittadini.

## Organizzazione dell'esercito
Dopo due anni di servizio in caserma, il giovane efebo tornava a casa con la condizione di dover tornare in caso di necessità: nel momento in cui non c'erano soldati sufficienti a formare un esercito, venivano richiamati tanti uomini quanti erano necessari per completare l'armata. In questo modo solo una piccola parte di giovani sarebbe stata smembrata, ma se ci fosse stata una crisi, allora tutti i cittadini sarebbero stati richiamati: dai ventenni agli ormai vecchi canuti. 
Le giovani leve erano comandate dai dieci strategos, avevano l'obbligo di presentarsi con razioni sufficienti per tre giorni e, in generale, dovevano essere pronti per il duro servizio in mare.
L'organizzazione dell'esercito ateniese era molto semplice: ognuna delle dieci "tribù greche" mandava un battaglione speciale, la cui grandezza dipendeva da quella totale della leva. Questi battaglioni, o taxis, si suddividevano in compagnie o lochos di un centinaio di uomini ciascuna. Ogni taxis era comandato da un colonnello, il taxiarca e ogni compagnia aveva un suo capitano, il lochagos.

## Opliti e fanteria leggera

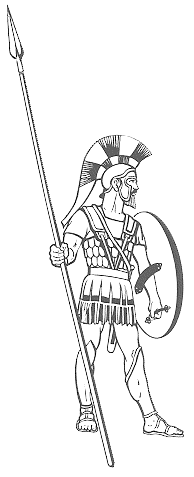
Oplita greco

L'unità dell'esercito cittadino ateniese, come quasi in tutti gli altri eserciti greci, era il soldato di fanteria pesante chiamato oplita. Insieme all'oplita c'era un compagno, un uomo di fanteria leggera, che solitamente era un cittadino povero che non poteva permettersi armature o uno schiavo di fiducia. Questi ultimi portavano gli scudi e la maggior parte dell'equipaggiamento degli opliti anche fino in battaglia; avevano giavellotti, fionde e, a volte, archi. Agivano come ammortizzatori dell'attacco nemico prima della discesa in campo degli opliti e, mentre la fanteria pesante si trovava faccia a faccia col nemico, loro esasperavano e stuzzicavano chi potevano e faceva la guardia all'accampamento. Quando la battaglia terminava o facevano tutto il possibile per coprire la ritirata o massacravano il nemico se i loro opliti ne uscivano vittoriosi.

### La panoplia dell'oplita
Per poter marciare, muoversi e lottare in modo efficiente con la sua costosa armatura, il soldato ateniese doveva essere un atleta ben allenato. L'intera collezione d'armi pesava dai 22 ai 27 kg. Le parti principali dell'armatura erano l'elmo, la corazza, le schiniere e lo scudo, chiamato hoplon . Tutti i cittadini che potevano permetterselo, lasciavano questo equipaggiamento all'andron in modo tale da poterlo indossare in poco tempo.
L'elmo normalmente era di bronzo; la parte frontale era corta in modo da poter vedere il viso, ma alcune persone più prudenti ci aggiungevano una protezione mobile per le guance. Nell'elmo di tipo corinzio queste protezioni erano fisse e coprivano l'intero viso.
La corazza presentava una pettorina e una protezione per la schiena in bronzo, unite da cinghie. Il metallo arrivava fino ai fianchi e al di sotto veniva appesa una grossa banda di strisce di cuoio rafforzato con bulloni metallici.
Lo scudo, protezione principale del guerriero, era quasi sempre ovale e aveva un raggio che andava dai 90 ai 110 cm e arrivava a pesare fino a 8 kg. Era composto da lamine in legno intrecciate tra loro, l'interno era foderato di cuoio fino.

### Le armi dell'oplita
Ogni uomo aveva una lancia e una spada.
La lancia, detta dory, era un'arma forte dal manico in legno massiccio, lunga in totale 2,70 metri; generalmente era troppo pesante per utilizzarla come un giavellotto: gli opliti delle prime due file la impugnavano da sopra i propri scudi in modo tale che la lancia si posizionava al di sopra del braccio destro.
La spada, xiphos, era l'arma secondaria, usata solo nel caso in cui la lancia si fosse rotta. Non misurava più di 60 centimetri di lunghezza, fatto che la faceva assomigliare più a un lungo coltello a doppio taglio che a una sciabola, ma questo non toglieva il fatto che fosse una terribile arma.

### Le tecniche della fanteria
La falange era la formazione di combattimento più abituale in Grecia fin dalla metà del VII secolo a.C. Non si è certi se questa formazione tattica sorse in modo spontaneo o fu il risultato di altre formazioni anteriori; si pensa tuttavia che il suo concetto fosse relazionato alle competizioni atletiche dei teatri. A rafforzare questa ipotesi sono l'evoluzione collettiva e ripetitiva, il culto della forza, la spinta fisica e la resistenza.
La struttura interna della falange era particolarmente complicata: la struttura basica di combattimento era il sintagma, formato da quadrati di 16 uomini per ogni lato; l'elemento base era la fila, formata da un fronte di 16 soldati. Quattro filas formavano una enomotia. All'interno della emonotia, le file dispari ricevevano il nome di protostatas, quelle pari erano le epistatas. Quattro enomotias formavano una hilera; due hileras formavano una dilochia; due dilochias una tetrarchia; due tetrarchias una taxiarchia e, infine, due taxiarchias formavano un sintagma. L'intero blocco era formato quindi da 256 uomini, più o meno come un nostro attuale battaglione.
C'erano anche unità più grandi: due sintagmas formavano una pentacoriarchia; due pentacosiarchias formavano una chiliarchia; due di queste ultime formavano una menarchia e, per finire, due menarchias formavano la falange. In totale, quindi, una falange era costituita da 4.096 uomini, con 256 hileras.
8.000 uomini, ossia due falangi, formavano una difalangarchia. Sommati a questi uomini, ce n'erano altri 2.000 tra riserve e cavalieri.
La hilera, struttura base, marciava come un blocco compatto quadrato con 16 soldati di fondo (ordine chiuso), il quale poteva evolversi a 32 uomini (ordine grosso) e arrivare a 8 (ordine fino).
La gerarchia all'interno era semplice: il generale, o strategos, occupava la cima della falange, dopodiché si trovava il taxiarca, ufficiale fuori fila che comandava due tetrarchias (128 soldati); quindi c'era l'oplita.
Ogni divisione della falange aveva un proprio comandante: dilochita, tetrarca, sintagmatarca, pentacosiarca, quiliarca, merarca e falangarca.

### Gli scontri in battaglia
L'oplita avanzava sempre in formazione chiusa, una perfetta muraglia in movimento alla ricerca di uno scontro frontale. L'oplita era l'opposto del modello omerico di combattente: se il poeta, infatti, aveva esaltato l'eroe che lottava in solitario vincendo oppure morendo, la falange era una struttura collettiva; il combattimento non è, quindi, un'esibizione individuale di eroismo, bensì un'evoluzione collettiva. Non si richiede all'oplita di avere un'iniziativa personale, ma che si comporti con disciplina, che eviti la rottura della formazione, che si evolva collettivamente con una precisione millimetrica.

## La cavalleria
Oltre a opliti e fanteria leggera c'era anche un corpo di cavalleria di 1000 uomini. I giovani aristocratici ateniesi erano spesso orgogliosi di potersi presentare volontari in questo corpo: possedere un cavallo da guerra, infatti, era simbolo di ricchezza; inoltre la cavalleria aveva un posto d'onore nelle grandi processioni religiose e aveva molte più possibilità di servire in una emozionante esplorazione durante le campagne, oltre al fatto che era più sicura della fanteria.
L'ipparco, capo supremo della cavalleria ateniese, eletto annualmente dal popolo, era colui che reclutava i cavalieri, terminata l'efebia. Questa selezione, doveva comunque essere confermata dalla Boulé che ogni anno ispezionava cavalli e cavalieri. All'ipparco erano subordinati i dieci filarcas che comandavano lo squadrone di una tribù che corrispondeva a circa 100 uomini.
Malgrado tutto, la cavalleria era uno strumento di combattimento piuttosto debole a cominciare dal fatto che non esistevano selle né staffe, infatti sul cavallo si appoggiavano semplicemente della pelle o un tappeto.
I cavalieri ateniesi possedevano due lance e una spada curva come una sciabola; non indossavano nessuna corazza e lo scudo lo utilizzavano soprattutto nelle parate. Prima del IV secolo a.C. si vestivano come i cavalieri della Tracia: con grosse mante di lana, ginocchiere e berretti, ma dopo i consigli del filosofo e militare Senofonte adottarono una corazza su misura, guanti e una protezione per il cavallo, soprattutto il bassoventre, fino ad allora trascurata.

## Marina militare
Il mare è dove Atene era più potente, non a caso nel V secolo a.C. esercitava una vera e propria talassocrazia. Tuttavia nel 490 a.C., anno della battaglia di Maratona, non possedeva ancora una flotta degna di quel nome.
Fu Temistocle che diede impulso al potere navale di Atene. Si rese conto che la città aveva bisogno di numerose barche da guerra per difendersi dalla flotta di Egina e soprattutto contro la flotta di Serse I.
A questo scopo, trasformò numerosi opliti ateniesi in soldati della marina e marinai al punto che più tardi fu accusato di aver convertito nobili guerrieri in miseri rematori. Approfittando della scoperta di una nuova miniera, riuscì a convincere gli ateniesi a prestare ai cittadini più ricchi i mezzi per costruire 100 triremi, invece di ripartirsi i profitti dello sfruttamento della miniera.
Allo stesso tempo, vennero fortificate le darsene di Zea e Munichia. 
Le costruzioni e i preparativi, furono terminati talmente velocemente che nel 480 a.C., nella battaglia di Salamina, Atene riuscì ad allineare 147 barche da guerra pronte per la battaglia in mare e altre 53 di riserva, con un totale di una flotta di 200 triremi.
Grazie ai tributi pagati dalle città dominate da Atene, questa flotta aumentò ancora durante il V secolo a.C. fino a contare 400 triremi, una quantità più che sufficiente per garantire il dominio di Atene nel mar Egeo e negli stretti.

### Trierarchia e tattica navale
L'organizzazione della trierarchia sembra che sorse ai tempi di Temistocle.
Gli strategos sceglievano ogni anno i trierarcas tra i cittadini che potevano sopportare un impiego costoso e non tra i migliori marinai. Anche se lo Stato forniva lo scafo e, a volte, le attrezzature nautiche come lo stesso equipaggio, il trierarca doveva sostenere numerose spese: installare e completare se necessario le attrezzature, preoccuparsi del mantenimento, realizzare riparazioni.
Era il trierarca che comandava la nave, ma il pilota, capo dell'equipaggio che era ai suoi ordini, era un marinaio con esperienza e spesso dava consigli tecnici al proprio superiore.
Dopo la guerra del Peloponneso, i cittadini si erano impoveriti al punto da non poter sopportare la carica di trierarca; si concesse allora che due ``sintrierarcas`` si associassero per dividersi le spese di una singola triremi. Ognuno da solo comandava la barca per sei mesi.
La partenza della flotta ateniese era sempre un grande spettacolo, soprattutto se si trattava di una spedizione importante come per esempio quella verso la Sicilia nell'estate del 415 a.C.:
Gli ateniesi e alcuni alleati che si trovavano ad Atene, scesero verso il Pireo nel giorno indicato, all'alba e si imbarcarono. Insieme a loro scesero anche tutti coloro che rimanevano nella città: cittadini e stranieri. Durante il tragitto le loro speranze si mischiavano alle lacrime.
I trierarcas della città avevano assistito con molto attenzione la flotta, senza badare a spese e lo Stato aveva assegnato a ogni uomo dell'equipaggio una dracma giornaliera, fornendo anche sessanta unità rapide di barche senza equipaggio, più quaranta trasporti di truppe con personale ben selezionato; i trierarcas da parte loro aggiunsero un'ulteriore paga per i rematori della prima hilera e per gli ufficiali e decorarono le navi con sontuosità. Quando si concluse l'imbarco e si temirnò di sistemare il materiale, la tromba ordinò silenzio: era giunto il momento delle suppliche prima della marcia. Nell'intera armata era stato mescolato il vino: soldati e comandanti brindarono con coppe d'oro e argento. Anche sulla terra si aggiunsero le suppliche dei cittadini e di tutti coloro che si trovavano lì. Terminata la cerimonia, la flotta uscì dal porto, inizialmente con le navi in fila, poi gareggiarono fino a Egina per vedere quale fosse il più rapido.
Tuttavia presto accorse il trireme Salamina, messaggero ufficiale dello Stato, per consegnare ad Alcibiade, uno dei tre comandanti, l'ordine di tornare ad Atene per rispondere all'accusa di sacrilegio che porterà l'orgogliosa armata verso un disastro totale.
Per lo studio della tattica e delle strategie marittime sono molto interessanti i capitoli del Libro VII della Guerra del Peloponneso di Tucidide, nei quali lo storico racconta delle battaglie navali a Siracusa che causarono la perdita di questa numerosa e splendida flotta.
La strategia navale era un'altra difficile.
L'obiettivo era urtare il fianco delle navi nemiche; per raggiungere questo scopo, per prima cosa bisognava rompere la squadra nemica e causare confusione. Una manovra piuttosto pericolosa era quella che in cui si doveva passare a tutta velocità accanto a una barca nemica: arrivando alla sua altezza, l'aggressore ritirava i remi e con lo sperone di prua rompeva quello dell'avversario il quale, in questo modo, diventava una preda facile.

## Durante la spedizione in Sicilia
(Pieter W. Pestman, Greek and Demotic Texts from the Zenon Archive: (P. L. Bat. 20), p. 262.)
Importante per capire l'entità dell'esercito ateniese è analizzare i costi totali che si aggirano intorno ai 4500 - 5000 talenti. Inoltre si conoscono le paghe dei reparti dell'esercito, grazie soprattutto alle testimonianze di Demostene e Aristofane. Queste risultano essere le paghe dell'esercito e della flotta:
- Dai resoconti riguardo alla battaglia di Potidea (433 a.C.) si conosce che un oplita prendeva 2 oboli al giorno. Successivamente però, la paga di ogni singolo soldati salì a 4 oboli quotidiani cioè 20 dracme d'argento al mese; durante la spedizione ateniese il salario toccò le 30 dracme mensili.[4] Con un esercito di 5100 opliti si sarebbe spesi teoricamente per i due anni di spedizione circa 600 talenti (30 dracme × 24 mesi × 5100 opliti). Considerando le perdite e gli opliti di rinforzo la cifra si avvicina ai 1000 talenti.

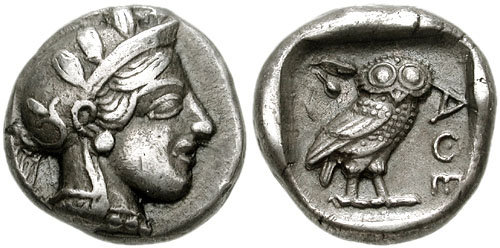
Dracma ateniese

- Dracma atenieseIl costo medio dei marinai era di 3 oboli al giorno durante il periodo di Pericle,[5] quello di una trireme era di 200 dracme al giorno, ovvero 12 talenti l'anno.[6] La flotta di 134 triremi sarebbe quindi costata teoricamente oltre 3200 talenti per i due anni della spedizione (1 talento mensile × 24 mesi × 134 triremi). Le prime perdite significative si fecero sentire solo dopo il primo anno di spedizione: in totale quindi, comprendendo perdite e rinforzi, Atene dovette pagare almeno 3000 talenti.
- I cavalieri costavano circa 12 oboli al giorno. La loro paga sarebbe in totale costata ad Atene circa 5 talenti.[1]
- Le 700 unità leggere costarono dai 35 ai 58 talenti.[6] I 480 arcieri richiesero circa 38 talenti, visto che la loro paga era di 4 oboli al giorno, ovvero 20 dracme al mese (20 dracme × 24 mesi × 480 arcieri = 230 400 dracme ≈ 38 talenti).[1] Simile era la paga dei frombolieri che costarono circa 45 talenti.[7]